# Abilene (sieć komputerowa)
Abilene – bardzo szybka szkieletowa sieć komputerowa stworzona przez członków konsorcjum Internet2 w późnych latach 90. W 2007 roku sieć została zamknięta, a następnie przemianowana na "Internet2 Network". W Abilene uczestniczyło ponad 230 instytucji, głównie uniwersytety przy współpracy ze strony firm. Sieć obejmowała teren USA i Portoryko.
Utworzona w 1999 sieć miała początkowo przepustowość 2,5 Gb/s. Proces rozbudowy rozpoczęty w 2003 i zakończony 4 lutego 2004 podniósł przepustowość Abilene do 10 Gb/s. Abilene wykorzystuje technologie ATM (która zapewnia QoS) i WDM/WDMA (Wavelength Division Multiplexing, Wavelength Division Multiple Access).
Wiosną 2004 ustanowiono rekord średniej szybkości transmisji danych 6,25 Gb/s na trasie Los Angeles – Genewa, 24 kwietnia 2007 rekord ten został poprawiony przez naukowców z Japonii, ustanowiona szybkość transmisji wynosiła 9,08 Gb/s. Przysyłali oni film na trasie Tokio – Seattle – Amsterdam – Tokio w ciągu 30 sekund.
Nazwę Abilene wybrano z powodu podobieństw w zakresie i w ambicjach do sieci kolejowej Abilene w okolicach Abilene, która w 1860 r. stanowiła szczytowe osiągnięcie amerykańskiej sieci kolejowej.